# Micheleopsis orlik
Micheleopsis orlik is een tienpotigensoort uit de familie van de Micheleidae. De wetenschappelijke naam van de soort is voor het eerst geldig gepubliceerd in 2010 door Sakai.